# Robert Tillian

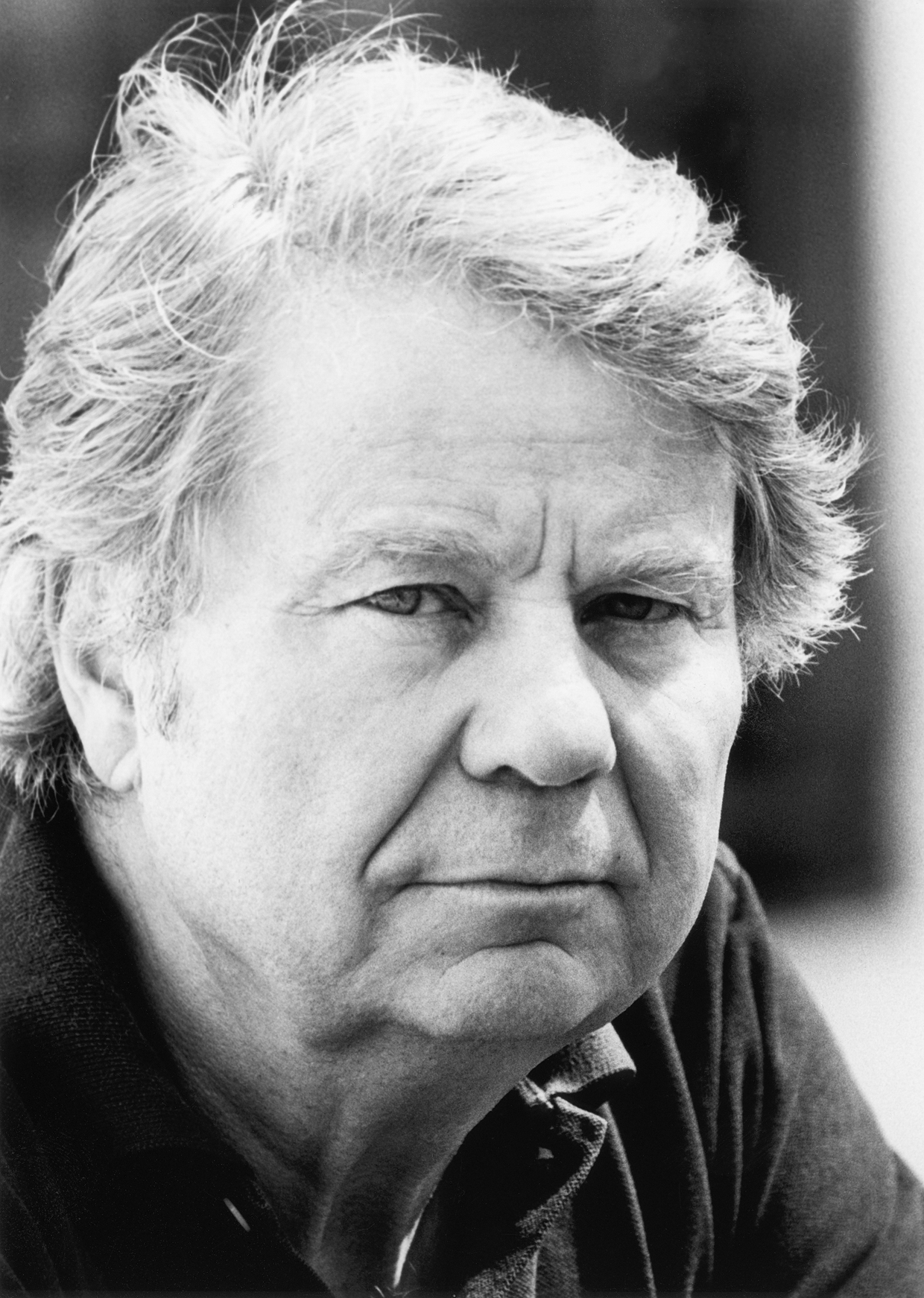
Robert Tillian

Robert Tillian (* 1945 in Salzburg) ist ein österreichischer Theaterschauspieler.

## Leben
Tillian ist in Salzburg geboren und aufgewachsen. Nach dem Abitur arbeitete er ein Jahr bei einem Steuerberater, bevor er an der Universität Innsbruck vier Semester Jura studierte und am dortigen Theater 107 (Publikumsbeschimpfung von Peter Handke) spielte. Danach besuchte er ein Jahr das Max Reinhardt Seminar in Wien. Nach einem ersten festen Engagement am Hessischen Staatstheater Wiesbaden (1969–1971) ging er für ein Jahr zurück nach Wien ans Burgtheater (1971–1972, Intendant Gerhard Klingenberg) mit anschließender Tournee durch Deutschland. Es folgten mehrjährige Engagements an deutschen Theatern. Ab 2000 wurde er in Hamburg sesshaft und arbeitete freischaffend in Hamburg. Er ist seit den 1980er Jahren mit der Schauspielerin Regine Lamster verheiratet und hat einen Sohn.

## Theater
- Schauspiel Frankfurt (1972–77 / Palitzsch, Neuenfels, Bondy)[1]
- Deutsches Schauspielhaus Hamburg (1977–84 / Int. Nagel, König, Rudolph)
- Schauspiel Bonn (1984–85 / Int. Eschberg)
- Schillertheater Berlin (1986–90 / Int. Sasse)
- Schauspiel Bonn und Schauspiel Frankfurt (1991–95 / Int. Eschberg)[2]
- Bremer Theater (1997–2000 / Int. Pierwoß)
- Ernst Deutsch-Theater, Hamburger Kammerspiele, Winterhuder Fährhaus, Altonaer Theater
- Stückverträge auch am Theater an der Wien, Theater am Kurfürstendamm, Düsseldorfer Schauspielhaus[3], an den Theatern Kiel, Solothurn und Celle, sowie Kosmos-Theater Bregenz
- Sommertheater: Bad Hersfeld, Fest in Hellbrunn, Nestroy auf Burg Liechtenstein, Festspiele Heppenheim, Komödienspiele Porcia, Salzburger Straßentheater[4], Burgfestspiele Jagsthausen
- Festivals: Avignon: „Weihnachten an der Front“ (H. Ruge / J. Savary), Edinburgh: „Perichole“ (J. Offenbach / F. Marijnen), Berliner Theatertreffen/Beiprogramm und Mühlheimer Theatertage, Berner Theaterwochen und Theatertreffen Nordrhein-Westfalen: „Burgtheater“ (E. Jelinek / H. Zankl), Argos: „Medea“ (Euripides / J. Kruse)
- Regisseure:  Ch. Marowitz, F. Beyer, H. Schweikart, H. Neuenfels, C. Peymann, L. Bondy, F.P. Steckel, N. Brieger, A. Corso, J. Savary, O.F. Schuh, F. Marijnen, A. Fernandes, A. Zinger, P. Eschberg, H. Zankl, D. Mouchtar-Samorai, J. Kruse, M. Tiefenbacher, H. Sasse, K. Watanabe, B. Bilabel, H. Kreidl

## Fernsehen/Film
- 1979: „Die Hamburger Krankheit“ (P. Fleischmann) – Halleluja-Film
- 1981: „Das Beil von Wandsbek“ (H. Königstein) – NDR
- 1982: „Im Zeichen des Kreuzes“ (R. Boldt) – Common-Film
- 1982: „Das Verschwinden der Harmonie“ (U. Heising) – SWF
- 1982: „Das Teufelsmoor“ (R. Boldt/Ilse Hofmann/Serie) – Polyphon-Film
- 1982: „Les Tilleuls de Lautenbach“ (B. Saint-Jacques) – FR3 Alsace (in frz. Sprache)
- 1983: „Der blinde Richter“ (V. Jasny/Serie) – Windrose-Film
- 1983: „Billet Doux“ (M. Berny) – Technisonor Paris (in frz. Sprache)
- 1984: „Treffpunkt im Unendlichen“ (H. Königstein) – NDR
- 1987: „Reichshauptstadt privat“ (H. Königstein) – NDR
- 1987: „Hals über Kopf“ (R. Boldt/Serie) – Common-Film
- 1990: „Ron und Tanja“ (R. Boldt) – TV 60
- 1992: „Nachtrunden“ (S. Hoffman) – HR
- 1993: „Tatort: Der Rastplatzmörder“ (S. Hoffman) – HR
- 1993: „Der Mann im schwarzen Mantel“ (H. Königstein) – NDR
- 1994: „Nicht von schlechten Eltern“ (R. Boldt/Serie) – TV 60
- 1995: „Tatort: Eulenburg“ (S. Hoffman) – HR
- 1996: „Faust: Villa Palermo“ (M. Enlen/Serie) – Monaco-Film
- 1997: „Tatort: Brandwunden“ (D. Rönfeldt) – RB
- 1999: „Männer vom K3: Jugendliebe“ (G. Pieters) – Studio Hamburg
- 2002: „Drei mit Herz“ (O. Dommenget/Serie) – Studio Hamburg
- 2002: „Der Unbestechliche“ (E. Keusch) – ZDF